# Type II (lớp tàu ngầm)
Lớp tàu ngầm U-boat Type II, bao gồm tổng cộng bốn lớp con, được Đức Quốc Xã thiết kế như những tàu ngầm duyên hải dựa theo kiểu tàu ngầm CV-707, vốn được thiết kế bởi công ty Hà Lan NV Ingenieurskantoor voor Scheepsbouw Den Haag (I.v.S), và được chế tạo tại xưởng đóng tàu Phần Lan Crichton-Vulcan tại Turku, Phần Lan vào năm 1933. Những tàu ngầm Type II quá nhỏ để có thể tiến hành các chiến dịch cách xa căn cứ nhà. Chúng đảm nhiệm vai trò tàu huấn luyện tại các trường tàu ngầm Đức, chuẩn bị cho các sĩ quan chỉ huy tàu ngầm Đức trong tương lai. Trái ngược với phần lớn các lớp tàu ngầm U-boat khác, chỉ có ít chiếc Type II bị mất trong chiến đấu, nhưng nhiều chiếc đã bị mất do tai nạn.

## Bối cảnh
Đức bị tịch thu toàn bộ tàu U-boat của họ theo Hiệp ước Versailles sau khi Chiến tranh Thế giới thứ nhất kết thúc, nhưng vào cuối thập niên 1920 và đầu thập niên 1930 họ bắt đầu xây dựng lại quân đội. Tốc độ tái vũ trang được đẩy nhanh sau Adolf Hitler khi cầm quyền, và chiếc U-boat Type II đầu tiên được đặt lườn vào ngày 11 tháng 2, 1935. Nhận thức rằng thế giới sẽ nhìn nhận sự kiện này như là một bước đi nhằm tái vũ trang, họ đàm phán để đạt được một thỏa thuận với Anh cho phép xây dựng một lực lượng hải quân đạt 35% kích cỡ hạm tàu nổi của Hải quân Hoàng gia Anh, nhưng tương đương với Anh về số tàu ngầm. Thỏa thuận này được ký kết vào ngày 18 tháng 6, 1935, và U-1 nhập biên chế chỉ 11 ngày sau đó.

## Thiết kế
Đặc tính nổi bật nhất của là kích thước nhỏ, với trọng lượng choán nước chỉ khoảng một phần hai đến một phần ba lớp Type VII hoặc một phần ba đến một phần tư lớp Type IX, tùy phiên bản được so sánh. Được biết đến với tên lóng Einbaum (ca-nô ẩn nấp), chúng có một số ưu thế so với tàu ngầm lớn, chủ yếu là khả năng hoạt động ở vùng nước nông, tốc độ lặn nhanh và khả năng tàng hình tốt hơn do tháp chỉ huy thấp hơn. Tuy nhiên, chúng chỉ có khả năng lặn nông hơn, tầm xa hoạt động kém, điều kiện sinh hoạt trên tàu chật chội, và mang theo ít ngư lôi.
Cấu trúc tàu có vỏ đơn và không có các khoang kín nước. Chúng có tổng cộng ba ống phóng ngư lôi, tất cà đều được bố trí trước mũi, với khoảng trống để mang thêm hai quả ngư lôi nữa bên trong thân tàu chịu áp lực. Trên lý thuyết chúng mang theo pháo trên boong tàu, nhưng chỉ là vũ khí 20 mm cho mục đích phòng không. Các khoảng trống bên trong tàu rất giới hạn, hai quả ngư lôi mang theo chiếm chỗ phía trước phòng điều khiển, nơi phần lớn 24 thành viên thủy thủ đoàn sinh hoạt ở khoang phía trước bên cạnh các quả ngư lôi, chia sé 12 giường nằm. Thêm bốn giường nằm được bố trí phía sau trong phòng động cơ, dành cho nhân sự phòng máy. Phương tiện nấu ăn và vệ sinh rất hạn chế, và điều kiện sống trong những chuyến tuần tra kéo dài rất khó khăn.

## Lịch sử hoạt động
Hầu hết những chiếc Type II đã hoạt động tắc chiến trong những năm đầu chiến tranh, và sau đó đảm nhiệm vai trò huấn luyện tại các căn cứ. Sáu chiếc đã được tháo dỡ và vận chuyển theo đường sông đến Linz thuộc sông Danube, nơi chúng được lắp ráp lại và sử dụng để chống lại Liên Xô tại Hắc Hải. Trái ngược với phần lớn các lớp tàu ngầm U-boat khác, chỉ có ít chiếc Type II bị mất trong chiến đấu, điều này phản ảnh việc chúng chỉ được sử dụng chủ yếu cho vai trò huấn luyện, nhưng nhiều chiếc đã bị mất do tai nạn.
Việc phát triển những chiếc Type II là những bước đi đầu tiên trong việc tái vũ trang, nhằm mục đích cung cấp cho Hải quân Đức kinh nghiệm đóng và sử dụng tàu ngầm, đặt nền tảng cho những tàu ngầm lớn hơn trong tương lai. Chỉ có một chiếc duy nhất còn sống sót là chiếc nguyên mẵu Vesikko của Phần Lan.

## Tái phát hiện
Vào ngày 3 tháng 2, 2008, báo The Telegraph thông tin U-20 được kỹ sư hàng hải người Thổ Nhĩ Kỳ Selçuk Kolay phát hiện tại độ sâu 80 ft (24 m) ngoài khơi thành phố Zonguldak của Thổ Nhĩ Kỳ. Theo Kolay, ông nắm được tọa độ xác tàu đắm của U-19 và U-23, bị đánh chìm ở độ sâu sâu hơn gần U-20.

## So sánh Crichton-Vulcan CV-707(U2A) của Phần Lan với Type II của Đức
| Đặc tính                     | Đặc tính  | CV-707                                                                       | Type IIA U1-U6                                                               |
| ---------------------------- | --------- | ---------------------------------------------------------------------------- | ---------------------------------------------------------------------------- |
| Hạ thủy                      | Hạ thủy   | 11 tháng 5, 1933                                                             | 1939–1940                                                                    |
| Trọng lượng choán nước (tấn) | Surfaced  | 254                                                                          | 254                                                                          |
| Trọng lượng choán nước (tấn) | Submerged | 303                                                                          | 303                                                                          |
| Trọng lượng choán nước (tấn) | Total     | 381                                                                          | 381                                                                          |
| Kích thước (mét)             | Chiều dài | 40,90                                                                        | 40,90                                                                        |
| Kích thước (mét)             | Mạn tàu   | 4,10                                                                         | 4,10                                                                         |
| Kích thước (mét)             | Mớn nước  | 4,20                                                                         | 3,80                                                                         |
| Tốc độ (knot)                | Nổi       | 13                                                                           | 13                                                                           |
| Tốc độ (knot)                | Ngầm      | 8                                                                            | 6,9                                                                          |
| Tầm xa hoạt động (hải lý)    | Nổi       | 1,350 nmi (2,500 km; 1,554 mi) ở tốc độ 8 hải lý trên giờ (15 km/h; 9,2 mph) | 1,000 nmi (1,852 km; 1,151 mi) ở tốc độ 8 hải lý trên giờ (15 km/h; 9,2 mph) |
| Tầm xa hoạt động (hải lý)    | Ngầm      | 40 nmi (74 km; 46 mi) ở tốc độ 4 hải lý trên giờ (7,4 km/h; 4,6 mph)         | 35 nmi (65 km; 40 mi) ở tốc độ 4 hải lý trên giờ (7,4 km/h; 4,6 mph)         |
| Động lực                     | Động cơ   | Diesel-điện                                                                  | Diesel-điện                                                                  |
| Động lực                     | Diesel    | 2 × MWM Diesel 700 PS (690 shp; 510 kW)                                      | 2 × MWM Diesel 700 PS (690 shp; 510 kW)                                      |
| Động lực                     | Điện      | 2 × đệng cơ điện SSW 360 PS (360 shp; 260 kW)                                | 2 × đệng cơ điện SSW 402 PS (397 shp; 296 kW)                                |

## Type IIA
Xưởng tàu Deutsche Werke AG tại Kiel đã đóng sáu chiếc Type IIA trong các năm 1934 và 1935. Chúng có cấu trúc vỏ đơn và kết cấu hàn toàn bộ với các thùng dằn đặt bên trong tàu. So sánh với các biến thể khác, nó có cầu tàu nhỏ hơn, và có thể mang theo các kiểu ngư lôi G7a và G7e cùng thủy lôi kiểu TM. Một thiết bị cắt lưới được trang bị trước mũi tàu, thừa hưởng từ thời Thế Chiến I nhưng nhanh chóng bị tháo bỏ vào đầu Thế Chiến II.

### Danh sách lớp Type IIA
| Tên | Xưởng đóng tàu       | Đặt lườn         | Hạ thủy          | Nhập biên chế    | Số phận                                                                           |
| --- | -------------------- | ---------------- | ---------------- | ---------------- | --------------------------------------------------------------------------------- |
| U-1 | Deutsche Werke, Kiel | 11 tháng 2, 1935 | 15 tháng 6, 1935 | 29 tháng 6, 1935 | Bị đánh chìm về phía Bắc Terschelling bởi mìn Anh, 6 tháng 4, 1940                |
| U-2 | Deutsche Werke, Kiel | 11 tháng 2, 1935 | 1 tháng 7, 1935  | 25 tháng 7, 1935 | Đắm sau tai nạn va chạm về phía Tây Pillau, 8 tháng 4, 1944                       |
| U-3 | Deutsche Werke, Kiel | 11 tháng 2, 1935 | 19 tháng 7, 1935 | 6 tháng 9, 1935  | Ngừng hoạt động và loại bỏ tại Gotenhafen, 1 tháng 8, 1944. Tháo dỡ 1945          |
| U-4 | Deutsche Werke, Kiel | 11 tháng 2, 1935 | 31 tháng 7, 1935 | 17 tháng 8, 1935 | Ngừng hoạt động và loại bỏ tại Gotenhafen, 1 tháng 8, 1944. Tháo dỡ 1945          |
| U-5 | Deutsche Werke, Kiel | 11 tháng 2, 1935 | 14 tháng 8, 1935 | 21 tháng 8, 1935 | Đắm do tai nạn khi lặn về phía Tây Pillau, 19 tháng 3, 1943                       |
| U-6 | Deutsche Werke, Kiel | 11 tháng 2, 1935 | 21 tháng 8, 1935 | 7 tháng 9, 1935  | Bị Liên Xô chiếm tại Stolpmünde ngày 9 tháng 3, 1945. Đánh đắm bằng chất nổ, 1945 |

## Type IIB
Type IIB là một phiên bản được kéo dài của Type IIA. Ba ngăn được bổ sung giữa tàu để trang bị các thùng nhiên liệu diesel dưới phòng điều khiển. tầm xa hoạt động được tăng lên 1.800 hải lý khi di chuyển với tốc độ 12 knot. Thời gian lặn ngầm cũng được cải thiện.
Có tổng cộng 20 tàu ngầm Type IIB đã được đóng: Xưởng đóng tàu Deutsche Werke AG tại Kiel đóng bốn chiếc trong các năm 1935 và 1936; xưởng đóng tàu Germaniawerft tại Kiel đóng 14 chiếc trong các năm 1935 và 1936; và xưởng đóng tàu Flender Werke AG tại Lübeck đóng thêm hai chiếc vào các năm 1938 và 1940

### Danh sách lớp Type IIB
| Tên   | Xưởng đóng tàu        | Đặt lườn         | Hạ thủy           | Nhập biên chế     | Số phận                                                                                    |
| ----- | --------------------- | ---------------- | ----------------- | ----------------- | ------------------------------------------------------------------------------------------ |
| U-7   | Germaniawerft, Kiel   | 11 tháng 3, 1935 | 29 tháng 6, 1935  | 18 tháng 7, 1935  | Bị đắm về phía Tây Pillau ngày 18 tháng 2, 1944                                            |
| U-8   | Germaniawerft, Kiel   | 25 tháng 3, 1935 | 16 tháng 7, 1935  | 5 tháng 8, 1935   | Bị đánh đắm tại Wilhelmshaven, 5 tháng 5, 1945                                             |
| U-9   | Germaniawerft, Kiel   | 8 tháng 4, 1935  | 30 tháng 7, 1935  | 21 tháng 8, 1935  | Bị máy bay Liên Xô đánh chìm tại Constanța, România, 20 tháng 8, 1944                      |
| U-10  | Germaniawerft, Kiel   | 22 tháng 4, 1935 | 13 tháng 8, 1935  | 9 tháng 9, 1935   | Bị Liên Xô chiếm tại Stolpmünde, 9 tháng 3, 1945; đánh đắm tại Ustka cuối năm 1945         |
| U-11  | Germaniawerft, Kiel   | 6 tháng 5, 1935  | 27 tháng 8, 1935  | 21 tháng 9, 1935  | Xuất biên chế tại Kiel, 5 tháng 1, 1945; đánh đắm tại Kiel 3 tháng 5, 1945                 |
| U-12  | Germaniawerft, Kiel   | 20 tháng 5, 1935 | 11 tháng 9, 1935  | 30 tháng 9, 1935  | Bị đánh chìm tại eo biển Manche gần Dover, 8 tháng 10, 1939                                |
| U-13  | Deutsche Werke, Kiel  | 20 tháng 6, 1935 | 9 tháng 11, 1935  | 30 tháng 11, 1935 | Bị đánh chìm tại Bắc Hải, 31 tháng 5, 1940                                                 |
| U-14  | Deutsche Werke, Kiel  | 6 tháng 7, 1935  | 28 tháng 12, 1935 | 18 tháng 1, 1936  | Bị đánh đắm tại Wilhelmshaven, 5 tháng 5, 1945                                             |
| U-15  | Deutsche Werke, Kiel  | 24 tháng 9, 1935 | 15 tháng 2, 1936  | 7 tháng 3, 1936   | Đắm do tai nạn va chạm tại Bắc Hải, 30 tháng 1, 1940                                       |
| U-16  | Deutsche Werke, Kiel  | 5 tháng 8, 1935  | 28 tháng 4, 1936  | 16 tháng 5, 1936  | Bị đánh chìm trong eo biển Manche, 25 tháng 10, 1939                                       |
| U-17  | Germaniawerft, Kiel   | 1 tháng 7, 1935  | 14 tháng 11, 1935 | 3 tháng 12, 1935  | Bị đánh đắm tại Wilhelmshaven, 5 tháng 5, 1945                                             |
| U-18  | Germaniawerft, Kiel   | 10 tháng 7, 1935 | 7 tháng 12, 1935  | 4 tháng 1, 1936   | Bị đánh chìm tại Constanţa, România, 25 tháng 8, 1944                                      |
| U-19  | Germaniawerft, Kiel   | 20 tháng 7, 1935 | 21 tháng 12, 1935 | 16 tháng 1, 1936  | Bị đánh chìm ngoài khơi Thổ Nhĩ Kỳ, 11 tháng 9, 1944                                       |
| U-20  | Germaniawerft, Kiel   | 1 tháng 8, 1935  | 14 tháng 1, 1936  | 1 tháng 2, 1936   | Bị đánh chìm ngoài khơi Thổ Nhĩ Kỳ, 11 tháng 9, 1944                                       |
| U-21  | Germaniawerft, Kiel   | 4 tháng 3, 1936  | 31 tháng 7, 1936  | 3 tháng 8, 1936   | Ngừng hoạt động tại Pillau, 5 tháng 8, 1944; bị Liên Xô chiếm tại Pillau, 25 tháng 4, 1945 |
| U-22  | Germaniawerft, Kiel   | 4 tháng 3, 1936  | 29 tháng 7, 1936  | 20 tháng 8 , 1936 | Mất tích tại Bắc Hải vào khoảng 27 tháng 3, 1940                                           |
| U-23  | Germaniawerft, Kiel   | 11 tháng 4, 1936 | 28 tháng 8, 1936  | 24 tháng 9, 1936  | Bị đánh chìm ngoài khơi Thổ Nhĩ Kỳ, 11 tháng 9, 1944                                       |
| U-24  | Germaniawerft, Kiel   | 21 tháng 4, 1936 | 24 tháng 9, 1936  | 10 tháng 10, 1936 | Bị đánh chìm tại Constanța, România, 25 tháng 8, 1944                                      |
| U-120 | Flender Werke, Lübeck | 31 tháng 3, 1938 | 16 tháng 3, 1940  | 20 tháng 4, 1940  | Bị đánh đắm tại Bremerhaven, 5 tháng 5, 1945                                               |
| U-121 | Flender Werke, Lübeck | 16 tháng 4, 1938 | 20 tháng 4, 1940  | 28 tháng 5, 1940  | Bị đánh đắm tại Bremerhaven, 5 tháng 5, 1945                                               |

## Type IIC
Type IIC tiếp tục kéo dài thêm thân tàu của Type IIB, với hai ngăn được bổ sung giữa tàu để lắp đặt thiết bị liên lạc vô tuyến được cải tiến. Các thùng nhiên liệu diesel bên dưới phòng điều khiển được mở rộng, nâng tầm xa hoạt động lên 1.900 hải lý ở tốc độ 12 knot. Xưởng đóng tàu Deutsche Werke AG tại Kiel đã đóng tám chiếc Type IIC từ năm 1937 đến năm 1940.

### Danh sách lớp Type IIC
| Tên  | Xưởng đóng tàu       | Đặt lườn         | Hạ thủy           | Nhập biên chế     | Số phận                                                                     |
| ---- | -------------------- | ---------------- | ----------------- | ----------------- | --------------------------------------------------------------------------- |
| U-56 | Deutsche Werke, Kiel | 21 tháng 9, 1937 | 3 tháng 9, 1938   | 26 tháng 11, 1938 | Bị đánh đắm tại Kiel, 3 tháng 5, 1945                                       |
| U-57 | Deutsche Werke, Kiel | 14 tháng 9, 1937 | 3 tháng 9, 1938   | 29 tháng 12, 1938 | Bị đánh đắm tại Kiel, 3 tháng 5, 1945                                       |
| U-58 | Deutsche Werke, Kiel | 29 tháng 9, 1937 | 12 tháng 10, 1938 | 4 tháng 2, 1939   | Bị đánh đắm tại Kiel, 3 tháng 5, 1945                                       |
| U-59 | Deutsche Werke, Kiel | 5 tháng 10, 1937 | 12 tháng 10, 1938 | 4 tháng 3, 1939   | Bị đánh đắm tại Kiel, 3 tháng 5, 1945                                       |
| U-60 | Deutsche Werke, Kiel | 1 tháng 10, 1938 | 1 tháng 6, 1939   | 22 tháng 7, 1939  | Bị đánh đắm tại Wilhelmshaven, 5 tháng 5, 1945                              |
| U-61 | Deutsche Werke, Kiel | 1 tháng 10, 1938 | 15 tháng 6, 1939  | 12 tháng 8, 1939  | Bị đánh đắm tại Wilhelmshaven, 5 tháng 5, 1945                              |
| U-62 | Deutsche Werke, Kiel | 2 tháng 1, 1939  | 16 tháng 11, 1939 | 21 tháng 12, 1939 | Bị đánh đắm tại Wilhelmshaven, 5 tháng 5, 1945                              |
| U-63 | Deutsche Werke, Kiel | 2 tháng 1, 1939  | 6 tháng 12, 1939  | 18 tháng 1, 1940  | Bị tàu chiến Anh đánh chìm tại phía Nam quần đảo Shetland, 25 tháng 2, 1940 |

## Type IID
Type IID bổ sung thùng nhiên liệu dạng yên ngựa đặt hai bên lườn lớp vỏ ngoài; chúng mang các thùng nhiên liệu diesel bổ sung. Dầu diesel sẽ nổi bên trong thùng, và khi dầu được tiêu thụ nước biển sẽ được đổ đầy nhằm bù trừ cho độ nổi dương. Tầm xa hoạt động được nâng lên gần gấp đôi, đến 3.450 nmi (6.390 km; 3.970 mi) ở tốc độ 12 hải lý trên giờ (22 km/h; 14 mph), cho phép tàu ngầm Type IID thực hiện những chuyến tuần tra xa hơn chung quanh quần đảo Anh. Một cải tiến khác là chân vịt được lắp đặt vòi Kort với ý định cải thiện hiệu suất chân vịt. Xưởng đóng tàu Deutsche Werke AG tại Kiel đã đóng mười sáu chiếc Type IID trong những năm 1939 và 1940.

### Danh sách lớp Type IID
| Tên   | Xưởng đóng tàu       | Đặt lườn          | Hạ thủy           | Nhập biên chế     | Số phận                                                                                            |
| ----- | -------------------- | ----------------- | ----------------- | ----------------- | -------------------------------------------------------------------------------------------------- |
| U-137 | Deutsche Werke, Kiel | 16 tháng 11, 1939 | 18 tháng 5, 1940  | 15 tháng 6, 1940  | Bị đánh chìm tại Wilhelmshaven, 5 tháng 5, 1945                                                    |
| U-138 | Deutsche Werke, Kiel | 16 tháng 11, 1939 | 18 tháng 5, 1940  | 27 tháng 6, 1940  | Bị tàu chiến Anh đánh chìm gần Cádiz, Tây Ban Nha, 18 tháng 6, 1941                                |
| U-139 | Deutsche Werke, Kiel | 20 tháng 11, 1939 | 28 tháng 6, 1940  | 24 tháng 7, 1940  | Bị đánh chìm tại Wilhelmshaven, 5 tháng 5, 1945                                                    |
| U-140 | Deutsche Werke, Kiel | 16 tháng 11, 1939 | 28 tháng 6, 1940  | 7 tháng 8, 1940   | Bị đánh chìm tại Wilhelmshaven, 5 tháng 5, 1945                                                    |
| U-141 | Deutsche Werke, Kiel | 12 tháng 12, 1939 | 27 tháng 7, 1940  | 21 tháng 8, 1940  | Bị đánh chìm tại Wilhelmshaven, 5 tháng 5, 1945                                                    |
| U-142 | Deutsche Werke, Kiel | 12 tháng 12, 1939 | 27 tháng 7, 1940  | 4 tháng 9, 1940   | Bị đánh chìm tại Wilhelmshaven, 5 tháng 5, 1945                                                    |
| U-143 | Deutsche Werke, Kiel | 3 tháng 1, 1940   | 10 tháng 8, 1940  | 18 tháng 9, 1940  | Đầu hàng tại Helgoland, 5 tháng 5, 1945 Bị đánh chìm trong Chiến dịch Deadlight, 22 tháng 12, 1945 |
| U-144 | Deutsche Werke, Kiel | 10 tháng 1, 1940  | 24 tháng 8, 1940  | 2 tháng 10, 1940  | Bị đánh chìm trong vịnh Phần Lan gần đảo Hiiumaa, 10 tháng 8, 1941                                 |
| U-145 | Deutsche Werke, Kiel | 29 tháng 3, 1940  | 21 tháng 9, 1940  | 16 tháng 1, 1941  | Đầu hàng tại Helgoland, 5 tháng 5, 1945 Bị đánh chìm trong Chiến dịch Deadlight, 22 tháng 12, 1945 |
| U-146 | Deutsche Werke, Kiel | 30 tháng 3, 1940  | 21 tháng 9, 1940  | 30 tháng 10, 1940 | Bị đánh chìm tại Wilhelmshaven, 5 tháng 5, 1945                                                    |
| U-147 | Deutsche Werke, Kiel | 10 tháng 4, 1940  | 16 tháng 11, 1940 | 11 tháng 12, 1940 | Bị tàu chiến Anh đánh chìm tại Bắc Đại Tây Dương, 2 tháng 6, 1941\|                                |
| U-148 | Deutsche Werke, Kiel | 10 tháng 4, 1940  | 16 tháng 11, 1940 | 28 tháng 12, 1940 | Bị đánh chìm tại Wilhelmshaven, 5 tháng 5, 1945\|                                                  |
| U-149 | Deutsche Werke, Kiel | 25 tháng 5, 1940  | 19 tháng 10, 1940 | 13 tháng 11, 1940 | Đầu hàng tại Helgoland, 5 tháng 5, 1945 Bị đánh chìm trong Chiến dịch Deadlight, 21 tháng 12, 1945 |
| U-150 | Deutsche Werke, Kiel | 25 tháng 5, 1940  | 19 tháng 10, 1940 | 27 tháng 11, 1940 | Đầu hàng tại Helgoland, 5 tháng 5, 1945 Bị đánh chìm trong Chiến dịch Deadlight, 21 tháng 12, 1945 |
| U-151 | Deutsche Werke, Kiel | 6 tháng 7, 1940   | 14 tháng 12, 1940 | 15 tháng 1, 1941  | Bị đánh chìm tại Wilhelmshaven, 5 tháng 5, 1945\|                                                  |
| U-152 | Deutsche Werke, Kiel | 6 tháng 7, 1940   | 14 tháng 12, 1940 | 29 tháng 1, 1941  | Bị đánh chìm tại Wilhelmshaven, 5 tháng 5, 1945\|                                                  |

## Những chiếc trong lớp
Xem Danh sách tàu ngầm Type II Đức về chi tiết của mỗi con tàu.